# 劍鳳蝶
劍鳳蝶（學名：Graphium eurous），也稱升天鳳蝶、朝倉鳳蝶、飄帶鳳蝶、六斑劍鳳蝶、昇天鳳蝶、劍青鳳蝶或升天劍鳳蝶，是青鳳蝶屬的一種蝴蝶。

## 描述
本種為中型鳳蝶，體背黑色，側面與腹面為白底黑條。翅為白底，佈有黑色條紋與帶狀斑紋。後翅臀區為黑色，前方有橙黃色、略似花生的小斑。後翅腹面中央有一道黑邊橙黃色縱條，雄蝶內緣褶前方具灰色性標。

## 分布
本種分布於中國華東、華南、華西、喜馬拉雅山區、印度北部、中南半島北部與台灣。台灣地區分布於本島中低海拔山區。

## 亞種
- G. e. eurous (Leech 1893) （中部、東部喜馬拉雅地區、雲南）
- G. e. caschmirensis (Rothschild, 1895)（西喜馬拉雅地區）
- G. e. sikkimica (Heron, 1895)（印度北部）[3]
- G. e. inthanon (Katayama, 1986)（寮國與泰國北部）
- G. e. panopaea (de Niceville, 1900)（中國華西）
- G. e. meridionalis (Mell 1935)（中國西南地區）
- G. e. melli (Racheli & Cotton 2009)（中國南部）
- G. e. asakurae (Matsumura, 1908)（台灣）

## 生態習性
本種幼蟲以樟科植物，如土肉桂等為食，一年一世代，成蟲主要在春季活動。飛行活潑輕盈，喜愛訪花。冬季以蛹態休眠，雄蝶會前往溼地吸水。

## 資料來源
1. 1 2  徐堉峰, 黃嘉龍, 梁家源. . 農業部林業及自然保育署. ISBN 9789860551570.
2. ↑  徐堉峰. . 台中市: 晨星出版社. 2013. ISBN 978-986-177-669-9.
3. ↑  Smith, Colin. . Natural History Museum. 1981.

## 外部連結
- 维基共享资源上的相關多媒體資源：劍鳳蝶